# Parasitus loricatus
Espèce
Synonymes
- Gamasus loricatus Wankel, 1861
(protonyme)

Parasitus loricatus est une espèce d'acariens de la famille des Parasitidae.